# Kleine sopranino
De kleine sopranino, beter bekend als garklein, is de kleinste blokfluit van de blokfluitfamilie.
Deze blokfluit is gestemd in C en haar lengte is circa 16–17 cm. Verder is hij vrijwel altijd van Europese zachte of tropische harde houtsoorten of soms van kunststof gemaakt. Het bespelen is zeer moeilijk door de geringe lengte van de kleine sopranino, waardoor de gaten zeer dicht op elkaar staan.
Meestal zijn de mensen die de kleine sopranino kunnen bespelen, expert in het bespelen van een blokfluit.